# Codorníu
Codorníu (Grupo Raventós - Codorníu) es un grupo empresarial de origen español y propiedad estadounidense (la mayoría de sus acciones pertenecen al fondo de inversión Carlyle), dedicado a la producción de cava y vino. Fundada en España en 1551, es una de las empresas más antiguas del país; siendo la Casa de Ganaderos de Zaragoza la más antigua. Su cifra de facturación en 2018 fue de 203 millones de euros y obtuvo un beneficio consolidado de 10,3 millones. Cuenta con aproximadamente 700 empleados repartidos entre diez bodegas situadas en España (Cataluña, Aragón, La Rioja, Castilla y León), Estados Unidos y Argentina.

## Historia

### Los inicios de Codorníu
La historia del Grupo Codorníu comienza a mediados del siglo XVI cuando Jaime Codorníu, propietario de viñas y aperos, se dedicó a la elaboración de vinos. De aquel pionero y sus inicios poco se sabe excepto detalles extraídos de su testamento, donde se realzaba la importancia de la bodega, sus máquinas y los instrumentos propios de la viticultura extrema.
En 1659, la heredera de la masía de Can Codorníu, Ana, se casó con un joven viticultor llamado Miguel Raventós. Desde entonces, la familia Raventós ha permanecido durante siglos como propietaria de Codorníu. Dos siglos más tarde nació José Raventós Fatjó y empezó a escribir la historia del Cava.  En 1872, consiguió, tras años de experimentos, elaborar su primera botella de cava. Al morir José, en 1885, su hijo Manuel Raventós heredó Can Codorníu y siguiendo los pasos de su padre cambió el rumbo del negocio familiar.  

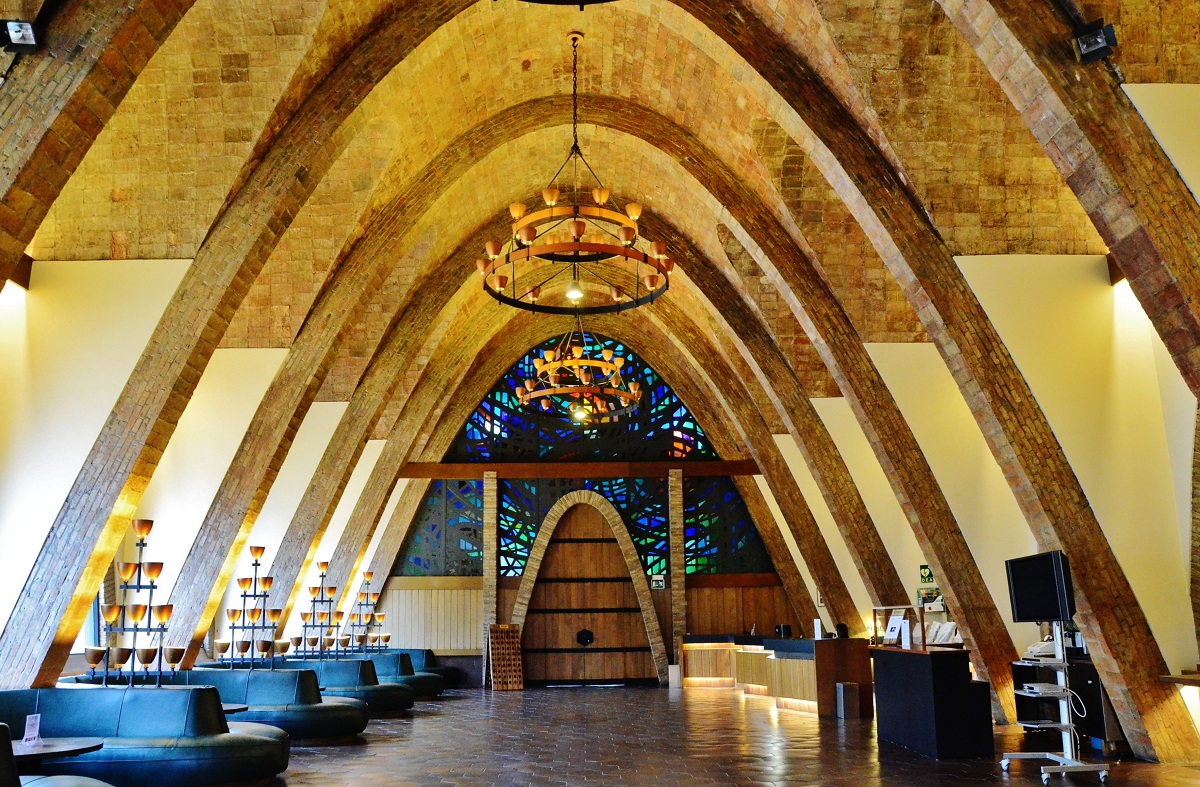
Cavas Codorniu, edificio modernista obra de Josep Puig i Cadafalch.

Decidió que las bodegas se dedicarían exclusivamente a la elaboración de cava y viajó a Francia para ampliar sus conocimientos enológicos. En 1885 Manuel Raventós ordenó comenzar la construcción de las Cavas Codorniu en San Sadurní de Noya, cuya completa renovación fue realizada por el arquitecto Josep Puig i Cadafalch entre los años 1902 y 1915, en lo que constituye un importante ejemplo de edificio agropecuario del modernismo catalán. 
El verdadero nacimiento del Grupo se produce en 1914 cuando Manuel Raventós adquirió 3.200 hectáreas de tierra en la D.O.Costers del Segre. Nacía así Raimat. El proyecto fue un gran reto, las tierras eran casi desérticas y de difícil fertilidad, sin embargo, el deseo de la familia por elaborar un vino de calidad pudo con todas las contrariedades. Con el paso del tiempo, Raimat se ha convertido en el segundo pilar de la empresa y en la base vitícola del Grupo Codorníu.

### Expansión del grupo
La expansión del Grupo Codorníu sigue un crecimiento cronológico. Una primera etapa evolutiva empieza en los años 40. Por aquel entonces, la compañía había crecido enormemente y la familia Raventós se planteó la creación de una nueva bodega para la elaboración, siguiendo el método tradicional, de vino espumoso dirigido a un consumidor más joven. De este modo, en 1949, nacieron las Cavas Rondel (D.O. Cava).
Una segunda fase de crecimiento data de 1975, cuando empieza la expansión en el campo de los vinos tranquilos.  En esta línea Raimat empieza a elaborar vinos de gama alta con nuevas variedades de uva. Además, ese mismo año, la familia Raventós compró Bach (D.O.Penedès). La adquisición de esta bodega supuso la primera compra de un centro de elaboración que ya existía. 
La tercera y más prestigiosa etapa evolutiva se implementa gracias al deseo de la familia Raventós de situar al Grupo Codorníu en zonas vitivinícolas de prestigio, no solo a nivel nacional sino también internacional. Todo este proceso implicó tanto la creación de nuevas bodegas como la modernización de las existentes. La primera adquisición fue Bodegas Bilbaínas, en Haro (D.O.Ca.Rioja), junto a sus 263 ha de viñedos en propiedad. El siguiente paso evolutivo fue asentarse internacionalmente, cosa que implicó dos proyectos: en 1998, la reconversión de la bodega californiana Artesa en Napa Valley a productora de vinos tranquilos de alta calidad, y en 1999, la creación de la bodega Séptima, en Mendoza (Argentina).
Posteriormente, en el año 2000, el Grupo Codorníu entró en el accionariado de Cellers Scala Dei (D.O.Ca.Priorat).
Con la llegada del nuevo siglo, la familia Raventós ha culminado la creación de dos nuevas bodegas: una es Nuviana, situada en el Valle del Cinca, en el Alto Aragón y la otra, Legaris, situada en los municipios de Curiel de Duero (Valladolid) y San Martín de Rubiales (Burgos). Actualmente, gracias a la recuperación de la bodega y los viñedos situados en el recinto monacal de Abadía de Poblet (D.O.Conca del Barberà), el Grupo Codorníu cuenta con once bodegas.
En octubre de 2017 la empresa trasladó su sede social de Barcelona a la localidad riojana de Haro debido a la incertidumbre generada por el proceso soberanista catalán.
En junio de 2018 el fondo de inversión estadounidense Carlyle adquirió entre un 55% y 60% de las acciones por 300 millones tras varios años de negociaciones.
En marzo de 2019, el nombre corporativo del grupo pasó de ser Codorníu-Raventós a Raventós-Codorníu.

## El Grupo Codorníu
La compañía cuenta en la actualidad con diez oficinas comerciales en el extranjero y bodegas en tres países: España, Estados Unidos y Argentina. La exportación supuso en 2011 el 48% de las ventas globales del Grupo Codorníu. 